# Рікі Рубіо
Рікард Рубіо Вівес (ісп. Ricard Rubio Vives, нар. 21 жовтня 1990, Ал-Масноу, Іспанія) — іспанський професіональний баскетболіст, розігруючий захисник команди НБА «Клівленд Кавальєрс». Гравець національної збірної Іспанії, у складі якої завоював срібло та бронзу Олімпійських ігор, а також Кубок світу.

## Ігрова кар'єра
Професійну кар'єру розпочав 2005 року на батьківщині виступами за команду «Ховентут», за яку грав протягом 4 сезонів. 2008 року став володарем Єврокубка.
2009 року був обраний у першому раунді драфту НБА під загальним 5-м номером командою «Міннесота Тімбервулвз». Проте у «Міннесоти» була стеля за викуп контракту гравця, яку вони не могли перевищити. Таким чином стало відомо, що Рубіо зможе приєднатись до НБА не раніше 2011 року. Тому Рікі приєднався до «Барселони». У складі команди з Каталонії ставав чемпіоном Іспанії та вигравав Євролігу.

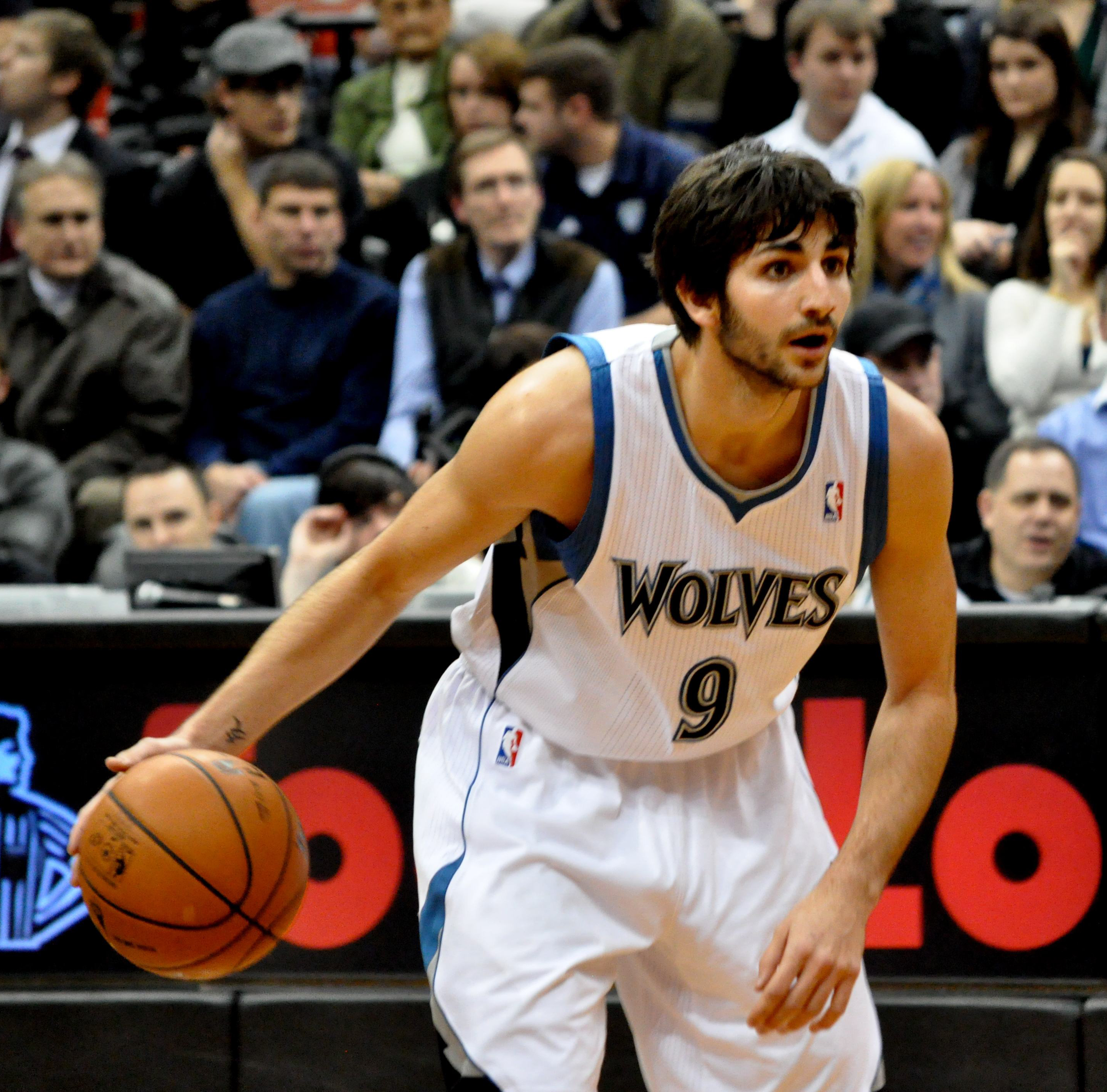
Рубіо у 2012 році

У червні 2011 року підписав контракт з «Міннесотою». У лютому 2012 року був запрошений для участі у матчі молодих зірок на зірковому вікенді. У своєму дебютному сезоні в лізі набирав 10,6 очка та 8,2 асиста за матч. Зайняв друге місце у голосуванні за найкращого новачка НБА, поступившись Кайрі Ірвінгу.
13 квітня 2012 року провів найрезультативніший на той момент матч у кар'єрі, набравши 24 очки, 10 асистів, 5 підбирань та 5 перехоплень у грі проти «Фінікс Санз». У всій НБА був другим за кількістю перехоплень на гру після Кріса Пола.
19 лютого 2014 року у матчі проти «Індіани Пейсерз» встановив особистий рекорд за кількістю результативних передач, віддавши їх 17. Це також стало повторенням рекорду франшизи. У березні вийшов на перше місце в історії «Міннесоти» за кількістю перехоплень за сезон, обійшовши Тайрона Корбіна (175).
31 жовтня 2014 року уклав новий чотирирічний контракт з клубом на суму 56 млн доларів.
28 жовтня 2015 року встановив свій новий рекорд результативності, набравши 28 очок у матчі проти «Лос-Анджелес Лейкерс».
13 березня 2017 року побив свій рекорд результативних передач та встановив рекорд клубу, віддавши 19 асистів у матчі проти «Вашингтон Візардс». 30 березня 2017 року у матчі проти «Лейкерс» набрав 33 очки, що також стало його рекордом.
2017 року став гравцем «Юта Джаз». 2018 року у плей-оф зробив перший трипл-дабл в історії клубу з часів Джона Стоктона 2001 року.
8 липня 2019 року підписав контракт з «Фінікс Санз». 16 грудня зробив свій перший у кар'єрі трипл-дабл, набравши 10 очок, 11 підбирань та 14 асистів у матчі проти «Портленда».
16 листопада 2020 року був обміняний до «Оклахоми». Через два дні разом з правами на Джейдена Макденіелза був обміняний на Джеймса Джонсона та правами на Алексея Покушевського до «Міннесоти».
3 серпня 2021 року перейшов до складу «Клівленда» в обмін на Торіна Прінса, драфт-пік другого раунду 2022 та готівку.

## Виступи за збірну

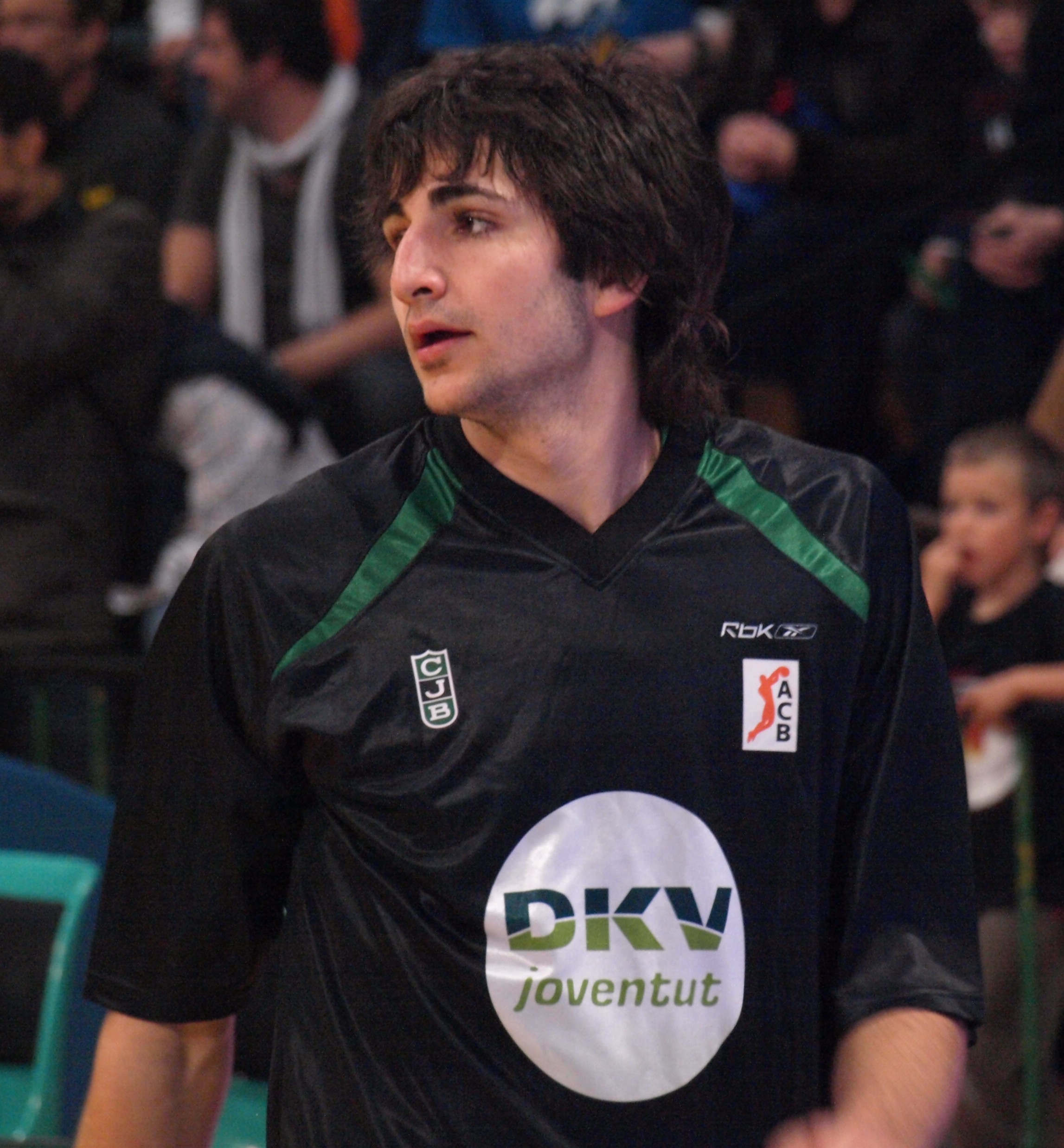
Рубіо у складі збірної Іспанії

У складі збірної Іспанії двічі ставав чемпіоном Європи (2009, 2011) та двічі вигравав бронзові нагороди Євробаскетів (2013, 2017).
2008 року завоював срібну медаль олімпійських ігор в Пекіні, а 2016 року — бронзу Ріо-де-Жанейро.
2019 року став чемпіоном світу у складі збірної — у фіналі турніру Іспанія обіграла Аргентину 95:75. Рубіо був названий Найціннішим гравцем чемпіонату.

## Статистика виступів
| † | Позначає сезон, в якому гравець став чемпіоном |
|   | Лідер ліги                                     |

### Євроліга
| Рік               | Команда           | GP | GS | MPG  | FG%  | 3P%  | FT%  | RPG | APG | SPG | BPG | PPG | PIR  |
| ----------------- | ----------------- | -- | -- | ---- | ---- | ---- | ---- | --- | --- | --- | --- | --- | ---- |
| 2006–07           | «Ховентут»        | 16 | 0  | 18.9 | .348 | .167 | .767 | 2.4 | 2.8 | 3.2 | .1  | 3.6 | 7.7  |
| 2008–09           | «Ховентут»        | 5  | 2  | 13.3 | .300 | .333 | .625 | 2.4 | 2.8 | 1.8 | .0  | 2.4 | 6.2  |
| 2009–10†          | »Барселона"       | 22 | 22 | 20.9 | .370 | .358 | .893 | 2.9 | 4.1 | 1.4 | .0  | 6.8 | 10.7 |
| 2010–11           | »Барселона"       | 20 | 17 | 22.7 | .310 | .224 | .836 | 3.3 | 3.5 | 1.6 | .1  | 6.5 | 9.6  |
| Усього за кар'єру | Усього за кар'єру | 63 | 41 | 20.4 | .341 | .276 | .832 | 2.8 | 3.5 | 2.0 | .0  | 5.5 | 9.2  |

### Регулярний сезон НБА
| Сезон             | Команда                 | GP  | GS  | MPG  | FG%  | 3P%  | FT%  | RPG | APG | SPG | BPG | PPG  |
| ----------------- | ----------------------- | --- | --- | ---- | ---- | ---- | ---- | --- | --- | --- | --- | ---- |
| 2011–12           | «Міннесота Тімбервулвз» | 41  | 31  | 34.2 | .357 | .340 | .803 | 4.2 | 8.2 | 2.2 | .2  | 10.6 |
| 2012–13           | «Міннесота Тімбервулвз» | 57  | 47  | 29.7 | .360 | .293 | .799 | 4.0 | 7.3 | 2.4 | .1  | 10.7 |
| 2013–14           | «Міннесота Тімбервулвз» | 82  | 82  | 32.2 | .381 | .331 | .802 | 4.2 | 8.6 | 2.3 | .1  | 9.5  |
| 2014–15           | «Міннесота Тімбервулвз» | 22  | 22  | 31.5 | .356 | .255 | .803 | 5.7 | 8.8 | 1.7 | .0  | 10.3 |
| 2015–16           | «Міннесота Тімбервулвз» | 76  | 76  | 30.6 | .374 | .326 | .847 | 4.3 | 8.7 | 2.1 | .1  | 10.1 |
| 2016–17           | «Міннесота Тімбервулвз» | 75  | 75  | 32.9 | .402 | .306 | .891 | 4.3 | 9.1 | 1.7 | .1  | 11.1 |
| 2017–18           | «Юта Джаз»              | 77  | 77  | 29.3 | .418 | .352 | .866 | 4.6 | 5.3 | 1.6 | .1  | 13.1 |
| 2018–19           | «Юта Джаз»              | 68  | 67  | 27.9 | .404 | .311 | .855 | 3.6 | 6.1 | 1.3 | .1  | 12.7 |
| 2019–20           | «Фінікс Санз»           | 57  | 57  | 31.6 | .412 | .351 | .853 | 4.6 | 8.9 | 1.5 | .2  | 13.0 |
| 2020–21           | «Міннесота Тімбервулвз» | 68  | 51  | 26.1 | .388 | .308 | .867 | 3.3 | 6.4 | 1.4 | .1  | 8.6  |
| 2021–22           | «Клівленд Кавальєрс»    | 34  | 8   | 28.5 | .363 | .339 | .854 | 4.1 | 6.6 | 1.4 | .2  | 13.1 |
| Усього за кар'єру | Усього за кар'єру       | 665 | 601 | 30.3 | .389 | .326 | .843 | 4.2 | 7.6 | 1.8 | .1  | 11.1 |

### Плей-оф
| Сезон             | Команда           | GP | GS | MPG  | FG%  | 3P%  | FT%  | RPG | APG | SPG | BPG | PPG  |
| ----------------- | ----------------- | -- | -- | ---- | ---- | ---- | ---- | --- | --- | --- | --- | ---- |
| 2018              | «Юта Джаз»        | 6  | 6  | 30.2 | .354 | .313 | .783 | 7.3 | 7.0 | 1.3 | .5  | 14.0 |
| 2019              | «Юта Джаз»]       | 5  | 5  | 33.5 | 424  | .200 | .850 | 3.2 | 8.6 | 2.4 | .2  | 15.4 |
| Усього за кар'єру | Усього за кар'єру | 11 | 11 | 31.7 | .386 | .269 | .814 | 5.5 | 7.7 | 1.8 | .4  | 14.6 |